# Gustavo Antonio Varela
Gustavo Antonio Varela Rodríguez (Montevideo, 14 de mayo de 1978) es un exfutbolista uruguayo que jugaba de mediocampista. Actualmente es ayudante técnico de la Reserva de Nacional. junto al dt Rafa García
Empezó su etapa profesional como mediocampista en Nacional la temporada 1997-98. Su papel clave en el equipo le llevó a jugar allí 5 temporadas, antes de pasar al FC Schalke 04 lo comprara por 2 millones de euros. Varela jugó 6 temporadas en la Bundesliga. El 2009 volvió a Nacional por 2 temporadas, siendo cedido a Quilmes la última. Fue transferido al Cerro donde jugó 3 temporadas antes de retirarse.
Como entrenador, empezó con los juveniles del club uruguayo Miramar Misiones después de su retirada como futbolista el 2014. La temporada 2017-18 pasó a trabajar en CS Cerrito como segundo entrenador de Santiago Kalemkerian. La temporada siguiente pasó a entrenar los juveniles del uruguayo Liverpool Fútbol Club.

## Selección nacional
Con la selección de Uruguay ha jugado 24 partidos internacionales, entre ellos los correspondientes a la Copa Mundial de Fútbol de 2002, la Copa América 2004 y los de las Eliminatorias de la Copa Mundial de Fútbol de 2006.

### Participaciones en Copas del Mundo
Fue titular en los 3 encuentros que disputó Uruguay en la Copa Mundial de 2002.
| Mundial                        | Sede        | Resultado    |
| ------------------------------ | ----------- | ------------ |
| Copa Mundial de Fútbol de 2002 | Corea-Japón | Primera fase |

## Clubes
| Club               | País      | Año       |
| ------------------ | --------- | --------- |
| Nacional           | Uruguay   | 1997-2002 |
| Schalke 04         | Alemania  | 2002-2008 |
| Nacional           | Uruguay   | 2009-2010 |
| Quilmes (préstamo) | Argentina | 2010-2011 |
| Cerro              | Uruguay   | 2011-2014 |

## Palmarés

### Títulos nacionales
| Título              | Club     | País    | Año       |
| ------------------- | -------- | ------- | --------- |
| Torneo Apertura     | Nacional | Uruguay | 1998      |
| Torneo Clausura     | Nacional | Uruguay | 1998      |
| Campeonato Uruguayo | Nacional | Uruguay | 1998      |
| Torneo Apertura     | Nacional | Uruguay | 1999      |
| Liguilla            | Nacional | Uruguay | 1999      |
| Torneo Apertura     | Nacional | Uruguay | 2000      |
| Campeonato Uruguayo | Nacional | Uruguay | 2000      |
| Torneo Clausura     | Nacional | Uruguay | 2001      |
| Campeonato Uruguayo | Nacional | Uruguay | 2001      |
| Torneo Apertura     | Nacional | Uruguay | 2002      |
| Campeonato Uruguayo | Nacional | Uruguay | 2002      |
| Torneo Apertura     | Nacional | Uruguay | 2009-2010 |